# Баранов, Михаил Иванович (врач)
Михаи́л Ива́нович Бара́нов (23 декабря 1888, д. Золотухино, Курская губерния — 19 марта 1938, Москва) — военный врач, организатор военного здравоохранения, начальник Военно-санитарного управления РККА (1928—1937).

## Биография
Михаил Иванович Баранов родился 23 декабря 1888 года на станции Золотухино Щигровского уезда Курской губернии в семье железнодорожного служащего.
Учился в начальной школе и гимназии. С 1905 года член ВКП(б) (по другим источникам — с февраля 1917 г.).
В 1908 году поступил на медицинский факультет Московского университета, который окончил в 1913 году.
После окончания университета работал в Подольской земской больнице. Вскоре вернулся в Московский университет, где работал в хирургической клинике под руководством И. К. Спижарного.
С августа 1914 года по 1917 год — военный врач в действующей армии (ординатор 19-го и 111-го сводных эвакуационных госпиталей, старший врач дивизиона 2-й тяжелой артиллерийской бригады).
С февраля 1917 года начальник санитарной части Московского гарнизона, председатель врачебно-санитарного бюро Московского Совета. Затем работал военно-санитарным инспектором Московского военного округа.
После демобилизации из армии в том же 1917 году возглавлял президиум Медико-санитарной комиссии при Московском Совете рабочих и солдатских депутатов и являлся представителем этой комиссии в Московском эвакуационном совещании.
В дни октябрьского переворота руководил госпиталем Моссовета для красногвардейцев.
В 1918—1920 годы — начальник Главного Военно-санитарного управления РККА, член коллегии Наркомата здравоохранения РСФСР.
В 1920—1925 годы — заместитель наркома здравоохранения Украинской ССР, кандидат в члены (1921—1922) и член (1924—1925) Всеукраинского ЦИК.
В 1925—1928 годы — уполномоченный Наркомата здравоохранения РСФСР по Сибири, заведующий Сибирским краевым отделом здравоохранения и председатель Комитета Российского Общества Красного Креста. Одновременно, с 1 октября 1927 года по 1 сентября 1928 года — директор и заведующий кафедрой социальной гигиены Томского ГИДУВа (с 1931 года — Новосибирский, ныне — Новокузнецкий институт усовершенствования врачей).
С 1927 года член Коллегии Наркомата здравоохранения Здравоохранения РСФСР.
В июле 1928 года допущен к временному исполнению должности начальника Военно-санитарного управления РККА. Постановлением СНК СССР от 27 октября 1928 года был утвержден в названной должности.
Член Военного Совета при наркоме обороны.
Автор многих статей по организации здравоохранения и военно-санитарным вопросам, напечатанных в журналах «Профилактическая медицина» и в «Бюллетене Наркомздрава»; редактор «Сибирского медицинского журнала», журнала «Военно-санитарное дело» (ныне — Военно-медицинский журнал). Соредактор статей по разделу «Военно-санитарное дело» 1-го издания Большой медицинской энциклопедии.
Арестован 15 августа 1937 года.
В дополнительном списке лиц, отнесенных к 1-й категории (РАССТРЕЛ), за декабрь 1937 г. (дата не указана) вычеркнута фамилия Баранова М. И., против которой рукой Сталина написано: «бить — бить» (ф.3, оп.24, д.413, т. У, л.122).
19 марта 1938 года Военной коллегией Верховного суда СССР по обвинению в шпионаже и участии в военном заговоре приговорен к расстрелу. В тот же день расстрелян на полигоне «Коммунарка».
Определением Военной коллегии от 22 февраля 1956 года реабилитирован.
Жена — Вера Николаевна Баранова (1888 г.р.) в мае 1938 года была осуждена как член семьи изменника Родины к восьми годам лагерей. Освобождена 16 февраля 1946 года.

## Адреса
- Москва, Чистопрудный бульвар, дом 12, корпус 4, кв. 24 — последнее место жительства[8].

## Сочинения
- Здравоохранение армии и населения в военное время. — М.; Л., 1929.
- Устройство Вооруженных Сил СССР и задачи здравоохранения в современной войне. — М.; Л., 1931.
- Оборона СССР и здравоохранение. — М.; Л., 1933.
- Вопросы санитарной обороны. — Харьков, 1934.
- Военно-санитарное дело. — Часть 1. Общие основы организации и тактики санитарной службы. — М.; Л., 1937.